# Neophoneus servillei
Neophoneus servillei är en tvåvingeart som beskrevs av Macquart 1838. Neophoneus servillei ingår i släktet Neophoneus och familjen rovflugor. Inga underarter finns listade i Catalogue of Life.